# Achilles Heel
Achilles Heel är debutsingeln från Stockholmsbandet Plan Three och gavs ut den 1 oktober 2007 av skivbolaget Dogmatic, med distribution av Universal Music.
Singeln innehåller förutom låten "Achilles Heel" (skriven av Heilenne Lindvall och David Clewett) även B-sidan "Save Me" (skriven av Plan Three).
Låtarna spelades in i LaCarr Studios och producerades av David Clewett och Plan Three, mastrades av John Rammelt i Soundfactory JR.